# Videsparv
Videsparv (Emberiza rustica) är en tätting som tillhör familjen fältsparvar. Den häckar på den sibiriska tajgan i ett bälte från Skandinavien och österut. Vintertid flyttar den mycket långt, till östra Kina. Den minskar kraftigt i antal på grund av förändringar av dess levnadsmiljö både på häckplats och i övervintringsområdet. IUCN anser den vara utrotningshotad och placerar den i kategorin sårbar.

## Utseende och läte
Videsparven är med kroppslängden 13–14,5 cm jämnstor med sävsparven (Emberiza schoeniclus). I alla dräkter har den vit buk, rödbrun övergump, rödbrunfläckade flanker, skära ben och relativt lång näbb med skär undre näbbhalva. I häckningsdräkt är hanen lätt att känna igen med ett rödbrunt band på bröstet och i nacken samt svart huvud med vitt ögonbrunsstreck. Honan är brunspräcklig på kind och hjässa, smutsvit på ögonbrynsstrecket och har mindre rödbrunt i nacken.
I höstdräkten är könen i princip lika, med de svarta och rödbruna partierna dolda av beigebruna bräm. Likt dvärgsparven har den jämfört med sävsparven ett tydligare ögonbrynsstreck och en svartinramad vit fläck på bakre delen av kinden.

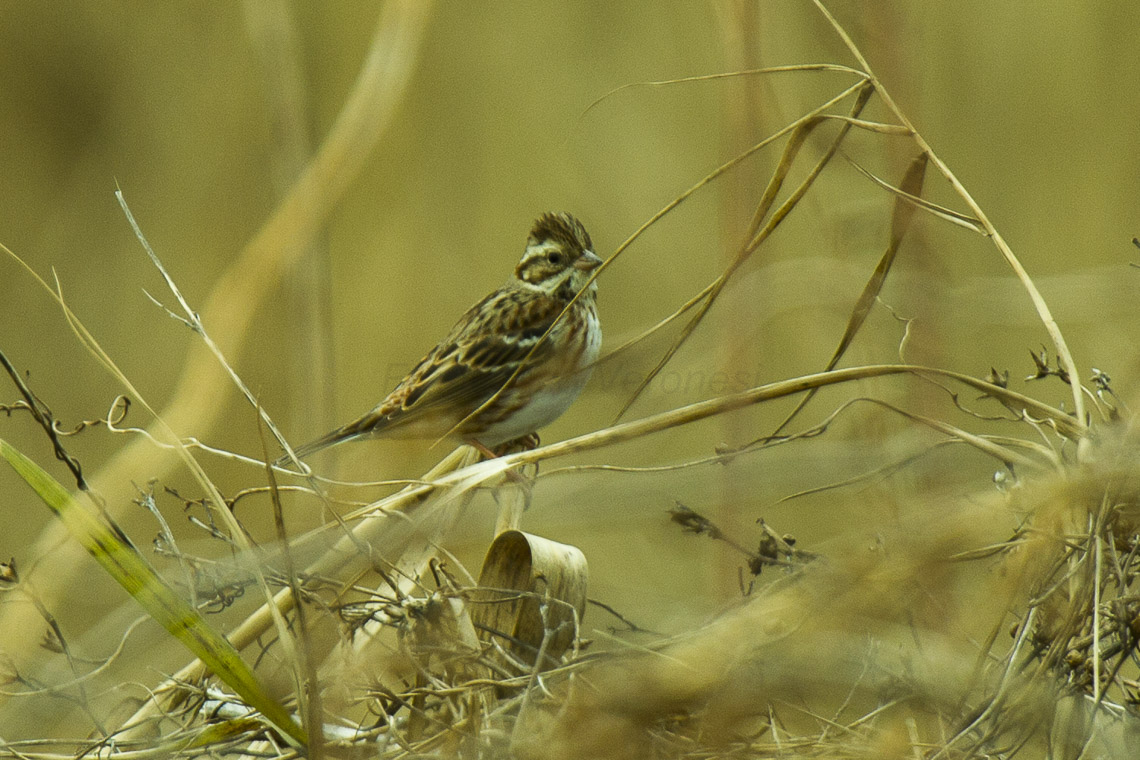
Videsparv i vinterdräkt i Japan.

Sången är behaglig och snabb och olik andra arter i samma familj. Den sjunger rörigt med ljusa toner och sången påminner om järnsparvens och steglitsens fast med en "knorr" på slutet. En sångstrof kan bokstaveras tuliti-ti pli pli tuliti plip-ipli. Locklätet är likt taltrastens och utgörs av ett zit.

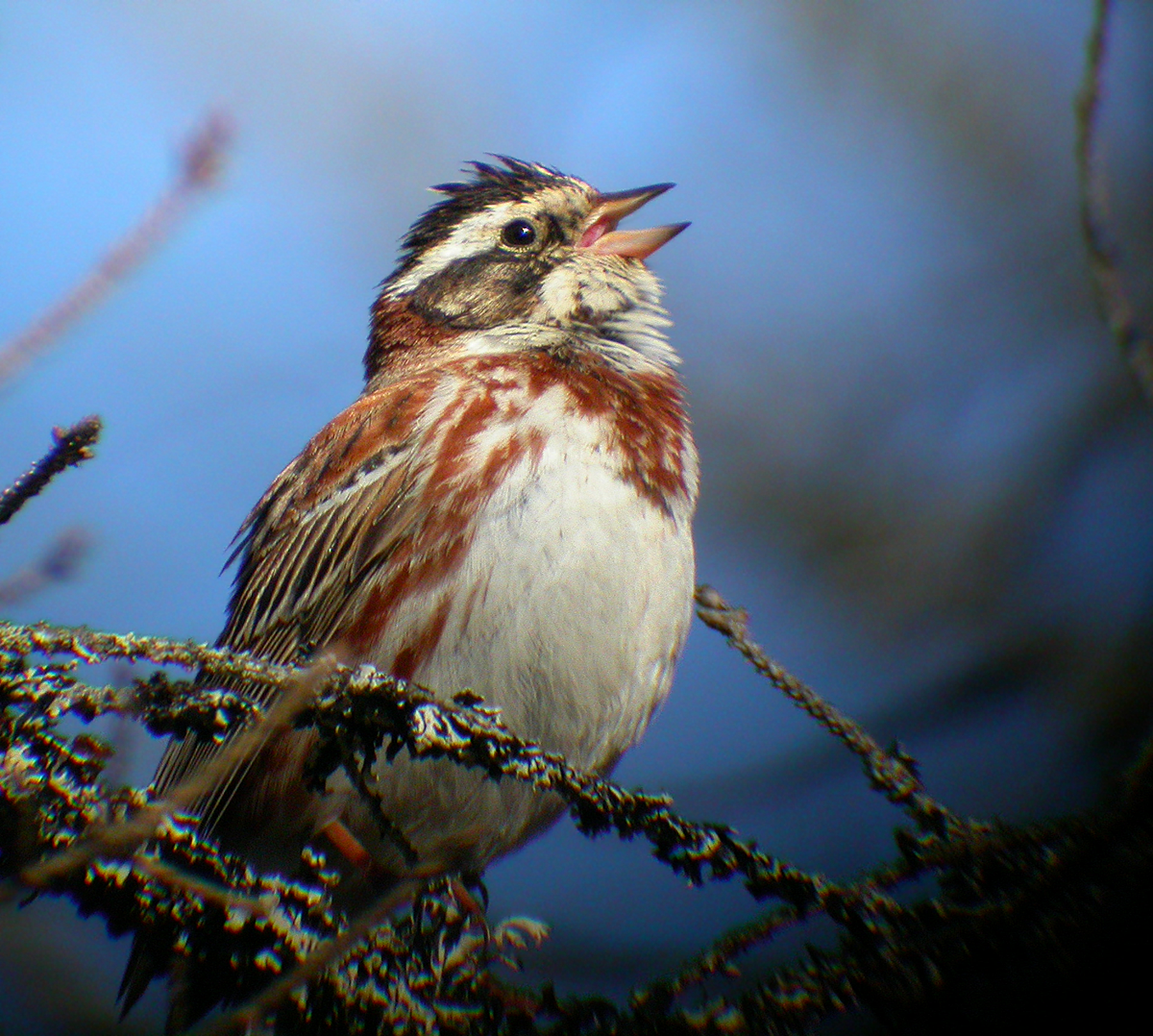
Sjungande hane videsparv.

## Utbredning och systematik
Videsparven häckar i tajgan i ett bälte från norra Skandinavien österut till Berings sund. Under 1900-talet har den spridit sig västerut. Den är flyttfågel och en extrem långflyttare. Under vintern förekommer den i Centralasien såväl som i östra Kina, Korea och Japan.

### Underarter
Videsparven behandlas antingen som monotypisk eller delas in i två underarter med följande utbredning:
- Emberiza rustica rustica – häckar i norra Eurasien, flyttar till östra Kina och Japan
- Emberiza rustica latifascia – häckar i nordöstra Sibiren, från Jakutsk till Kamtjatka)

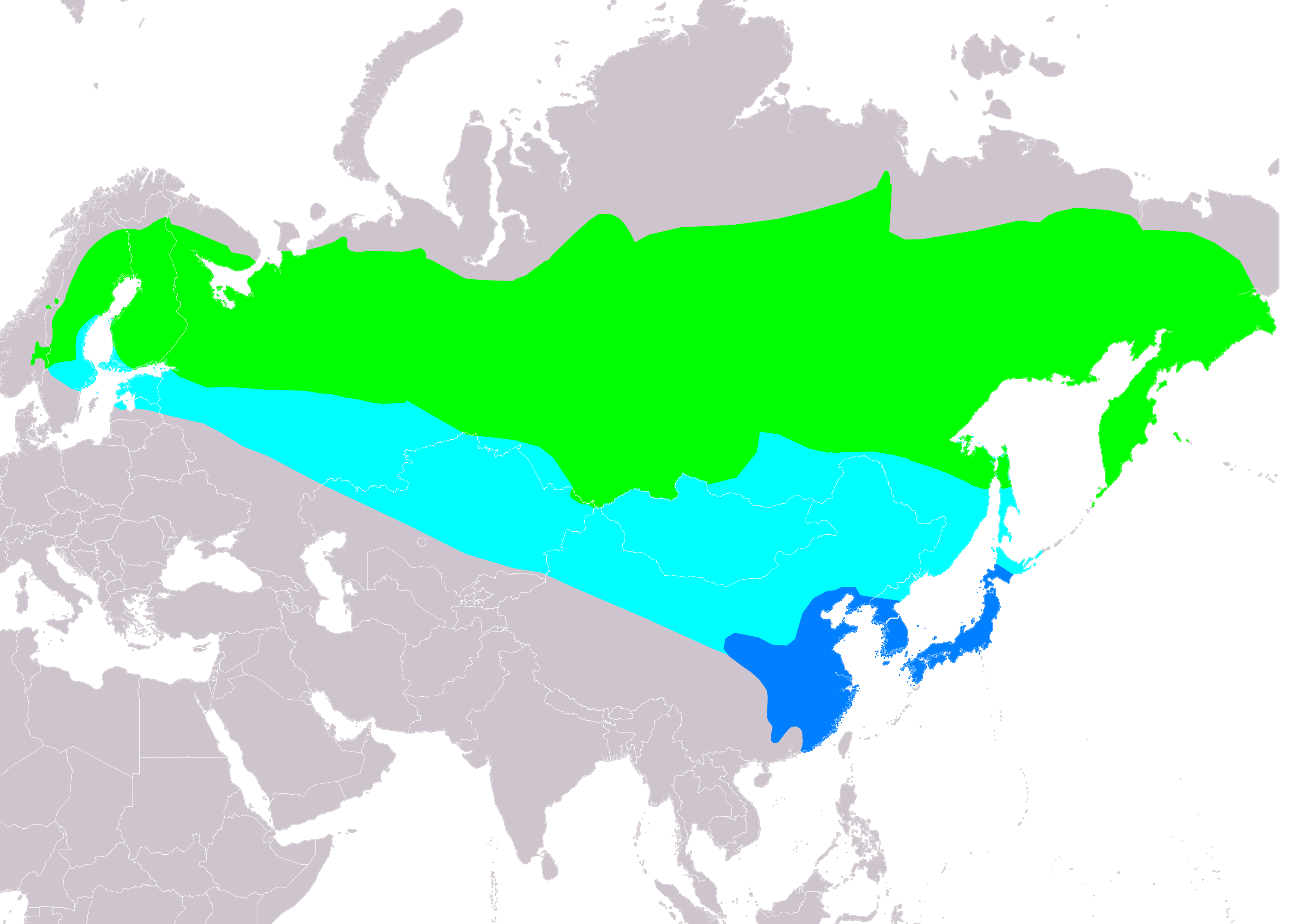
Videsparvens utbredningsområde, där grönt betecknar vistelse häckningstid, blått övervintringsområde och blågrönt förekomst under flyttningen.

### Utbredning i Sverige och Finland
I Sverige häckar den idag sparsamt från norra Värmland, mellersta Dalarna och västra Gävleborgs län, mer allmänt från norra Jämtland och Ångermanland norrut till finska gränsen. Dock ses den sällan runt den skandinaviska fjällkedjan. Tidigare förekom den ännu längre söderut i norra Uppland och norra Västmanland. I Finland förekommer den i hela landet förutom i de norra och mest sydvästliga delarna. 
Videsparven är en av ett fåtal svenska häckfågelarter som flyttar österut för att övervintra. Höststräcket sker i slutet av augusti och under hela september. Den kommer sedan tillbaka som tidigast i början av april men merparten av videsparvarna anländer i maj.

### Släktskap och släktestillhörighet
Arten placeras traditionellt i släktet Emberiza. Sentida genetiska studier visar att denna arts närmsta släktingar är dvärgsparv (Emberiza pusilla), gråhuvad sparv (E. spodocephala), gyllensparv (E. aureola) och svavelsparv (E. sulphurata) och bildar en klad inom släktet. Vissa lyfter ut dem och några andra arter till det egna släktet Schoeniclus.

## Ekologi
Videsparven är knuten till sumpskogar, framför allt sank gran- eller tallskog med rika inslag av lövträd som björk och vide. Mer sällsynt påträffas den också i fjällbjörkskog med inslag av gran eller en. I markskiktet vill den ha skvattram, hjortron, vitmossa och fräkenväxter. Viktiga häckningsmiljöer hittas längs vattendrag, myr- och kärrkanter, stränder vid sjöar och granskog på hängmyrar. Förekomst av bäverdammar verkar gynna arten.
Efter ankomsten till häckningsområdena i maj sjunger videsparvshanen intensivt, men tystnar därefter när den bildat par och blir då mycket svår att få syn på. Boet placeras vanligen på marken, då ofta skyddat av gräs eller starrtuvor. Det kan dock istället sällsynt placeras i ett träd. Kullen består av fyra till sex ägg som ruvas av både hanen och honan i elva till 13 dygn. Ungarna stannar cirka sju till tio dagar i boet innan de blir flygfärdiga. En andra kull kan läggas i juli. Under häckningstiden lever den mestadels av insekter, under resten av året huvudsakligen frön.
Under flyttningen rastar videsparven i sanka buskmarker och undgår även där upptäckt. Den ses då oftast enstaka eller endast i smågrupper.

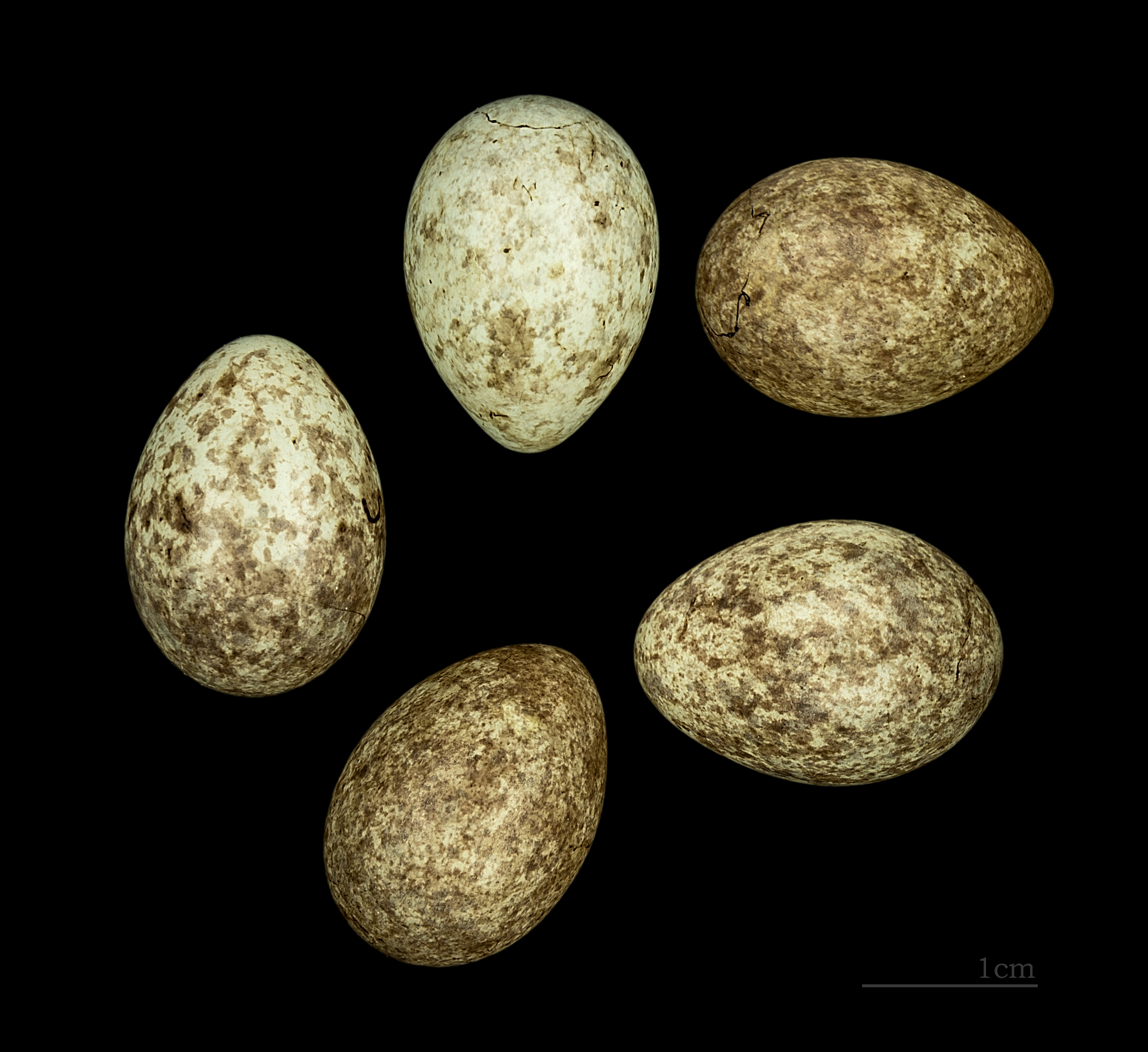
Ägg från videsparven.

## Status och hot
Fram till 2016 kategoriserade internationella naturvårdsunionen IUCN arten som livskraftig, men för den numera till kategorin sårbar på grund av att den minskar kraftigt i antal i världen, möjligen på grund av skogsavverkning i häckningsområden samt fångst och omvandling av jordbruket i övervintringsområdet. Beståndet i världen uppskattas preliminärt till sex till nio miljoner häckande individer.
Även i Sverige har den minskat kraftigt i antal och har listats i Artdatabankens rödlista som allt mer hotad, kategoriserad som nära hotad 2010 och den högre hotnivån sårbar 2015. Sentida studier har dock visat att populationen stabiliserats på en lägre nivå, varför den i 2020 års rödlista återigen noteras som endast nära hotad. Även i Finland och Norge har den gått kraftigt tillbaka. I Norge är den nästan utdöd, medan den försvunnit från hälften av områdena jämfört med den första atlasinventeringen. Man beräknar att det finns 220 000–370 000 häckande par i nordöstra Europa, varav i Sverige 34 000 eller 40 000 par.